# V. S. Varadarajan

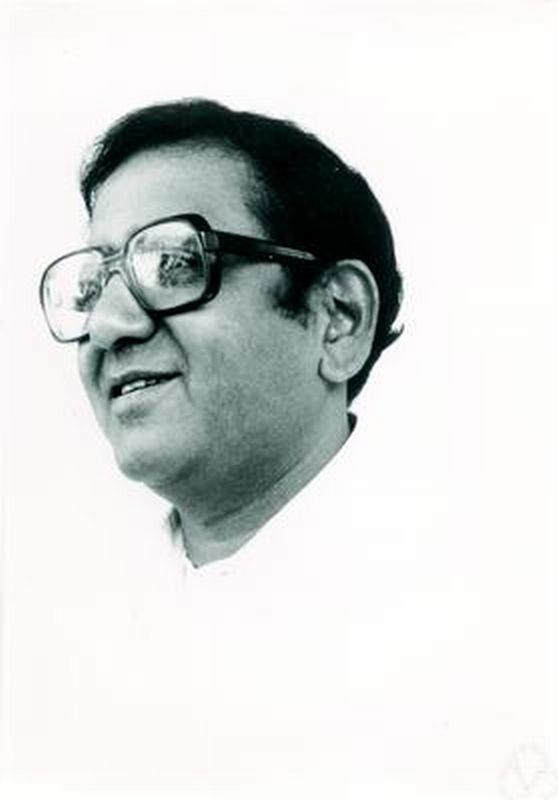
V. S. Varadarajan

V. S. Varadarajan (Veeravalli Seshadri Varadarajan; * 18. Mai 1937 in Bangalore oder Chennai; † 27. April 2019) war ein indisch-US-amerikanischer Mathematiker.

## Leben
Varadarajan studierte an der University of Madras (damals Presidential College) mit dem Bachelor-Abschluss 1957 und wurde 1959 am Indian Statistical Institute bei C. R. Rao promoviert (Convergence of Stochastic Processes). Danach war er an der University of Washington in Seattle und 1968 am Institute for Advanced Study, bevor er an die University of California, Los Angeles (UCLA) ging, wo er Professor wurde.
Anfangs befasste er sich mit Wahrscheinlichkeitstheorie und Statistik, wechselte aber nach einer Begegnung mit Harish-Chandra 1960, dessen enger Freund und Schüler er wurde, zur Theorie der Lie-Gruppen und Lie-Algebren und ihren Darstellungen mit Anwendungen in der Quantenmechanik. Darüber schrieb er auch einige bekannte Lehrbücher. Später befasste er sich unter anderem mit meromorphen Differentialgleichungen (zusammen mit Donald Babbitt) und mit Supersymmetrie, Super-Lie-Gruppen und supersymmetrischen homogenen Räumen.
1998 erhielt er die Lars-Onsager-Medaille der Universität Trondheim. 1968/69 war er Sloan Research Fellow, und 1992 wurde er Ehrendoktor der Universität Genf. Er war Fellow der American Mathematical Society.
Er war der Herausgeber der Gesammelten Abhandlungen von Harish-Chandra (1984). Varadarajan pflegte auch eine lange Freundschaft zu Srishti Dhar Chatterji.

## Schriften
- mit K. R. Parthasarathy, R. Ranga Rao: Representations of complex semi-simple Lie groups and Lie algebras. In: Annals of Mathematics. Band 85, Nr. 3, 1967, S. 383–429, doi:10.2307/1970351.
- Geometry of Quantum Theory. 2 Bände. Van Nostrand, New York NY 1968–1970, (2. Auflage. Springer, New York NY u. a. 1985, ISBN 3-540-96124-0; Reprint. Springer, New York NY u. a. 2007).
- mit Peter C. Trombi: Spherical transforms of semisimple Lie groups. In: Annals of Mathematics. Band 94, Nr. 2, 1971, S. 246–303, doi:10.2307/1970861.
- Harmonic Analysis on Real Reductive Groups (= Lecture Notes in Mathematics. 576). Springer, Berlin u. a. 1977, ISBN 3-540-08135-6.
- Lie Groups, Lie Algebras and their Representations. Prentice-Hall, Englewood Cliffs NJ 1974, ISBN 0-13-535732-2 (Auch: (= Graduate Texts in Mathematics. 102). Springer, New York u. a. 1984, ISBN 0-387-90969-9).
- mit Thomas J. Enright: On an infinitesimal characterization of the discrete series. In: Annals of Mathematics. Band 102, Nr. 1, 1975, S. 1–15, doi:10.2307/1970970.
- mit Donald G. Babbitt: Deformations of nilpotent matrices over rings and reduction of analytic families of meromorphic differential equations (= Memoirs of the American Mathematical Society. 325, ZDB-ID 220875-1). American Mathematical Society, Providence RI 1985.
- mit Ramesh Gangolli: Harmonic analysis of spherical functions on real reductive groups (= Ergebnisse der Mathematik und ihrer Grenzgebiete. 101). Springer, Berlin u. a. 1988, ISBN 3-540-18302-7.
- An introduction to harmonic analysis on semisimple Lie groups (= Cambridge Studies in Advanced Mathematics. 16). Cambridge University Press, Cambridge u. a. 1989, ISBN 0-521-34156-6.
- mit Donald G. Babbitt: Local moduli for meromorphic differential equations (= Asterisque. 169/170, ZDB-ID 191432-7). Société Mathématique de France, Paris 1989.
- Algebra in ancient and modern times (= Mathematical World. 12). American Mathematical Society u. a., Providence RI 1998, ISBN 0-8218-0989-X.
- The Selected Works of V. S. Varadarajan. American Mathematical Society u. a., Providence RI 1999, ISBN 0-8218-1068-5.
- als Herausgeber mit Robert S. Doran: The mathematical legacy of Harish-Chandra. A celebration of representation theory and harmonic analysis. An AMS special session honoring the memory of Harish-Chandra, January 9–10, 1998, Baltimore, Maryland (= Proceedings of Symposia in Pure Mathematics. 68). American Mathematical Society, Providence RI 2000, ISBN 0-8218-1197-5.
- Supersymmetry for Mathematicians. An introduction (= Courant Lecture Notes in Mathematics. 11). American Mathematical Society, Providence RI 2004, ISBN 0-8218-3574-2.
- Euler through time. A new look at old themes. American Mathematical Society, Providence RI 2006, ISBN 0-8218-3580-7.
- Reflections on Quanta, Symmetries, and Supersymmetries. Springer, New York u. a. 2011, ISBN 978-1-441-90666-3.
- V. S. Varadarajan und Robert C. Dalang: Srishti Dhar Chatterji (1935-2017): In Memoriam. In: Expositiones Mathematicae. Band 36, Nr. 3–4, 2018, S. 231–252, doi:10.1016/j.exmath.2018.09.005.